# La Selva del Camp
La Selva del Camp (in castigliano La Selva del Campo) è un comune spagnolo di 5 000 abitanti situato nella comunità autonoma della Catalogna.